# Santa Inês (Paraná)
Santa Inês est une municipalité brésilienne située dans l'État du Paraná.